# Štětí (nádraží)
Štětí je železniční stanice ve stejnojmenném městě v okrese Litoměřice v Ústeckém kraji poblíž řeky Labe. Nachází se na východním okraji města. Leží na trati Lysá nad Labem – Ústí nad Labem a je elektrizovaná soustavou 3 kV DC.

## Historie
Město Štětí původně obsluhovalo nádraží u místní části Hněvice na opačném břehu řeky nesoucí totožný název. Stanice na východním břehu byla vybudována jakožto součást Rakouské severozápadní dráhy (ÖNWB) spojující Vídeň a Berlín, autorem univerzalizované podoby stanic pro celou dráhu byl architekt Carl Schlimp. 1. ledna 1874 byl s nádražím ve Štětí uveden do provozu celý nový úsek trasy z Lysé do stanice Ústí nad Labem-Střekov.
Roku 1883 byla ze stanice postavena vlečka obsluhující místní cukrovar a později i papírnu. V 70. letech 20. století v rámci stavby nového železničního mostu z hněvického nádraží do Štětí přestala být aktivně využívána. Částečně využita byla znovu při katastrofálních záplavách v roce 2002 a při rekonstrukci sdruženého mostu s vlečkou přes Labe mezi roky 2019 a 2020. Roku 1909 byl zdvoukolejněn úsek Lysá nad Labem-Mělník, kompletní druhá kolej byla mezi Kolínem a Děčínem dokončena během první světové války, zejména s pracovním nasazením ruských válečných zajatců. Elektrický provoz byl ve stanici zahájen v roce 1958.

## Popis
Nacházejí se zde čtyři vnitřní jednostranná nástupiště, k příchodu na nástupiště slouží přechody přes koleje.